# Lipová (Nové Zámky)
Lipová es un municipio del distrito de Nové Zámky en la región de Nitra, Eslovaquia, con una población estimada a final del año 2024 de 1519 habitantes.
Se encuentra ubicado al sur de la región, cerca de los ríos Nitra y Hron (cuenca hidrográfica del Danubio) y de la frontera con Hungría.

## Demografía
| Año        | 1994 | 2004    | 2014    | 2024    |
| ---------- | ---- | ------- | ------- | ------- |
| Población  | 1608 | 1599    | 1546    | 1519    |
| Diferencia |      | −0,55 % | −3,31 % | −1,74 % |

| Año        | 2023 | 2024    |
| ---------- | ---- | ------- |
| Población  | 1527 | 1519    |
| Diferencia |      | −0,52 % |